# Nünalphorn
Nünalphorn är en bergstopp i Schweiz.   Den ligger i distriktet Nidwalden och kantonen Nidwalden, i den centrala delen av landet, 70 km öster om huvudstaden Bern. Toppen på Nünalphorn är 2 385 meter över havet, eller 218 meter över den omgivande terrängen. Bredden vid basen är 2,0 km.
Terrängen runt Nünalphorn är huvudsakligen mycket bergig. Närmaste större samhälle är Engelberg, 5,8 km öster om Nünalphorn. 
Trakten runt Nünalphorn består i huvudsak av gräsmarker. Runt Nünalphorn är det mycket glesbefolkat, med 3 invånare per kvadratkilometer.